# Adam Cole
Austin Jenkins (Lancaster, Pennsylvania, 5 juli 1989), beter bekend als Adam Cole, is een Amerikaans professioneel worstelaar die sinds 2021 actief is in All Elite Wrestling (AEW). Cole is best bekend van zijn tijd bij de World Wrestling Entertainment en Ring of Honor (ROH).
Cole debuteerde bij WWE's NXT brand (merk) bij het evenement NXT TakeOver: Brooklyn III en viel de nieuw gekroonde NXT Champion Drew McIntyre aan  samen met Bobby Fish en Kyle O'Reilly. De volgende maand werd het trio van Cole, Fish en O'Reilly, later met Roderick Strong, officieel "The Undisputed Era" genoemd. Cole boekte veel succes als leider van de Undisputed Era. Hij was de inaugurele NXT North American Champion die hij won bij het evenement NXT TakeOver: New Orleans. Cole was erkend als NXT Tag Team Champion op 29 november 2017 bij een aflevering NXT. Tevens was Cole de langst regerende NXT Champion, een kampioenschap die hij won bij het evenement NXT TakeOver: XXV.
Voordat Cole bij WWE tekende, was hij vooral bekend van zijn 8-jarige tijd bij Ring of Honor (ROH) en werkte voor verschillende onafhankelijke worstelorganisaties zoals Chikara, Combat Zone Wrestling (CZW) en Pro Wrestling Guerrilla (PWG) waar hij verschillende kampioenschappen aan zijn prijzenkast heeft toegevoegd.

## Prestaties
- CBS Sports
  - Feud of the Year (2019) vs. Johnny Gargano[11]
  - Match of the Year (2019) vs. Johnny Gargano bij het evenement NXT TakeOver: New York[11]
  - Wrestler of the Year (2019)[11]
- Combat Zone Wrestling
  - CZW World Junior Heavyweight Championship (1 keer)[12]
  - Best of the Best X (2011)[13]
- Dreams Fighting Entertainment/World Wrestling League
  - DFE Openweight Championship/WWL Heavyweight Championship (1 keer)[12]
- Eastern Wrestling Alliance
  - EWA Cruiserweight Championship (1 keer)[12]
- Ground Breaking Wrestling
  - Battle of Gettysburg (2009)[13]
- International Wrestling Cartel
  - IWC Super Indy Championship (1 keer)[12]
  - Super Indy 16 (2017)[13]
- Maryland Championship Wrestling
  - MCW Rage Television Championship (2 keer)[12]
  - Shane Shamrock Memorial Cup (2012)[13]
- New Horizon Pro Wrestling
  - NHPW Art of Fighting Championship (1 keer)[12]
- Premiere Wrestling Xperience
  - PWX Heavyweight Championship (1 keer)[12]
- Preston City Wrestling
  - PCW Cruiserweight Championship (1 keer)[12]
- Pro Wrestling Guerrilla
  - PWG World Championship (1 keer)[12]
  - Battle of Los Angeles (2012)[13]
- Pro Wrestling Illustrated
  - Feud of the Year (2019) vs. Johnny Gargano[14]
  - Wrestler of the Year (2019)[14]
  - Gerangschikt op nummer 2 van de top 500 singles worstelaars in de PWI 500 in 2020[15]
- Pro Wrestling World-1
  - World-1 North American Championship (1 keer)[12]
  - Shinya Hashimoto Memorial Cup (2010)[13]
- Real Championship Wrestling
  - RCW Cruiserweight Championship (1 keer)[12]
  - RCW Tag Team Championship (1 keer) – met Devon Moore[12]
- Ring of Honor
  - ROH World Championship (3 keer)[12]
  - ROH World Television Championship (1 keer)[12]
  - ROH World Championship Tournament (2013)[13]
  - ROH World Tag Team Championship No. 1 Contender Lottery Tournament (2011) – met Kyle O'Reilly[13]
  - Survival of the Fittest (2014)[13]
- SoCal Uncensored
  - Match of the Year (2012) met Kyle O'Reilly vs. Super Smash Bros. (Player Uno & Stupefied) & The Young Bucks[15]
  - Match of the Year (2016) emt The Young Bucks (Matt & Nick Jackson) vs. Matt Sydal, Ricochet en Will Ospreay[15]
  - Wrestler of the Year (2013)[15]
- WrestleCircus
  - Big Top Tag Team Championship (1 keer) – met Britt Baker[12]
- Wrestling Observer Newsletter
  - Rookie of the Year (2010)[15]
  - Feud of the Year (2019) vs. Johnny Gargano[15]
- WXW C4
  - WXW C4 Hybrid Championship (1 keer)[12]
- WWE
  - NXT Championship (1 keer)[12]
  - NXT North American Championship (1 keer, inaugureel)[12]
  - NXT Tag Team Championship (1 keer) – met Roderick Strong, Bobby Fish en Kyle O'Reilly[12]
  - 2e NXT Triple Crown Champion
  - Dusty Rhodes Tag Team Classic (2018) – met Kyle O'Reilly[13]
  - NXT Year-End Award (7 keer)
    - Male Competitor of the Year (2019, 2020)[16][17]
    - Overall Competitor of the Year (2019)[16]
    - Match of The Year (2019) 2-out-of-3 falls match vs. Johnny Gargano bij het evenement NXT TakeOver: New York[16]
    - Rivalry of the Year (2019, 2020) vs. Johnny Gargano, vs. Pat McAfee[16]
    - Tag Team of the Year (2020) – met Roderick Strong, Bobby Fish en Kyle O'Reilly[17]